# Apollos
Svatý Apollos byl raně křesťanský duchovní židovského původu, několikrát zmíněný v Novém zákoně. Apollós je řecké jméno (Ἀπολλώς) a také zkratka pro Apollónios.

## Život
Apollos byl původem učený, výmluvný a židovské bible znalý Žid z Alexandrie. Poznal a hlásal křesťanské poselství v Efezu, ale byl nedostatečně informován o některých podrobnostech. Znal tedy jen Janův křest, ale ne křest ve jménu Ježíše Krista, což kromě odpuštění hříchů znamená také přijetí Ducha svatého. Svatí Akvila a Priscilla ho vyslechli v synagoze, pozvali ho k sobě a doplnili jeho znalosti (Skutky 18, 24-26).
Z Efezu Apollos odešel do Achaie s doporučujícím dopisem od místní církve a úspěšně pokračoval v Pavlově práci v Korintu (Skutky 18, 27-28). 1 Kor 1,12 ovšem naznačuje, že jeho pojetí víry se v některých bodech odchylovalo od učení apoštola Pavla, takže v korintské komunitě vznikly spory.
O několik let později autor Titova dopisu (autorství Pavla je sporné) zmiňuje Apolla znovu v Tit 3.13 a žádá Tita, aby se postaral o něho a o jeho společníka na cestách právníka Zénu.
V 1. listu Korinťanům Pavel zmiňuje, že vyzval Apolla, aby navštívil korintskou církev, ten však té době nechtěl (1 Kor 16,12).
Podle starocírkevní tradice prý Apollos byl prvním biskupem křesťanské církve v Drači v Ilýrii.
Někteří reformátoři 16. století, například Martin Luther, se domnívali, že Apollos byl autorem listu Židům. Novější exegetický výzkum tomu vesměs nepřisvědčuje.

## Svátek
- Luteránský: 13. února (Lutheran Church – Missouri Synod)
- Katolický: 9. prosince
- Pravoslavný: 30. března, 4. ledna
- Arménská církev: 24. září, 8. prosince[3]